# Ognolles
Ognolles ist eine französische Gemeinde mit 287 Einwohnern (Stand: 1. Januar 2022) im Département Oise in der Region Hauts-de-France (vor 2016 Picardie). Sie gehört zum Kanton Noyon (bis 2015 Guiscard) und zum Gemeindeverband Pays Noyonnais. Die Einwohner werden Ognollais genannt.

## Geografie
Ognolles liegt im Pays Noyonnais etwa 40 Kilometer nordnordöstlich von Compiègne. Umgeben wird Ognolles von den Nachbargemeinden Cressy-Omencourt im Norden, Ercheu im Osten und Nordosten, Beaulieu-les-Fontaines im Süden und Westen sowie Solente im Westen und Nordwesten.

## Bevölkerungsentwicklung
| Jahr                      | 1962 | 1968 | 1975 | 1982 | 1990 | 1999 | 2006 | 2013 |
| ------------------------- | ---- | ---- | ---- | ---- | ---- | ---- | ---- | ---- |
| Einwohner                 | 250  | 239  | 206  | 202  | 205  | 223  | 269  | 316  |
| Quelle: Cassini und INSEE |      |      |      |      |      |      |      |      |

## Sehenswürdigkeiten

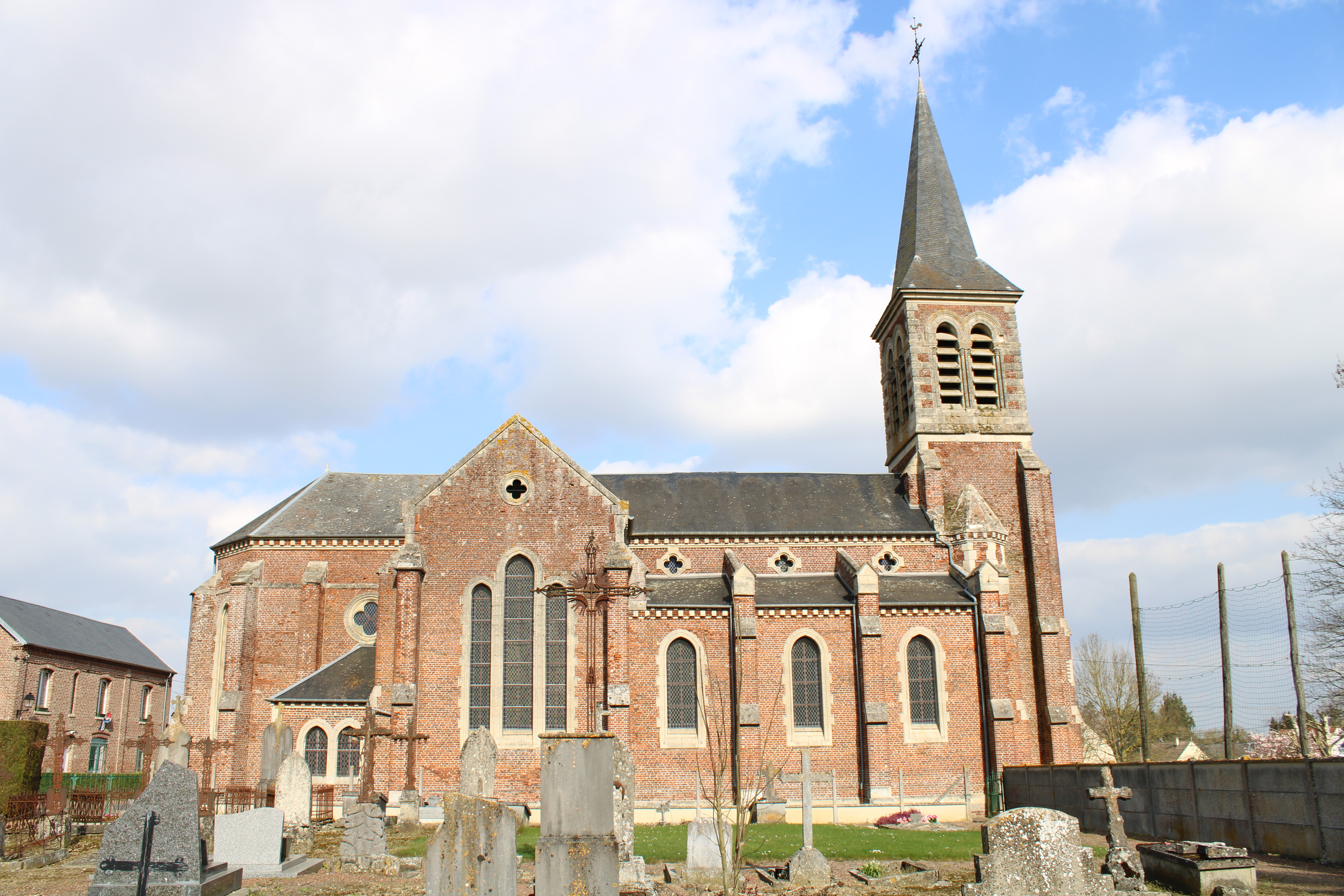
Kirche von Ognolles

- Kirche